# Goldene Note
Die Goldene Note ist ein 2017 begründeter österreichischer Musik-Förderpreis für Kinder und Jugendliche im Alter von 5 bis 18 Jahren.

## Geschichte und Konzept
Der Musikpreis Goldene Note wurde 2017 von der Initiatorin Leona König zum ersten Mal veranstaltet und findet jährlich statt.
Der Wettbewerb beginnt mit einer Vorspielrunde. Eine aus Vertretern von wichtigen Musikinstitutionen und Musikuniversitäten Österreichs bestehende Fachjury wählt Nachwuchstalente im Alter von fünf bis achtzehn Jahren aus, die dann im alljährlichen Galakonzert auftreten. Die Gewinner erhalten eine finanzielle Unterstützung in Form von Unterricht in Meisterklassen, mediale Unterstützung sowie eine nachhaltige Begleitung in ihrer Entwicklung durch den ebenfalls von Leona König gegründeten Internationalen Musikverein für hochbegabte Kinder (IMF). Einer der Gewinner trat im Jahr 2020 in der Carnegie Hall auf.
Unterstützt wird die Goldene Note von internationalen Künstlern wie z. B. Juan Diego Flórez, Valentina Nafornița, Lidia Baich, Julian Rachlin und dem Pianisten und Komponisten Hyung-ki Joo, die auch gemeinsam mit den Gewinnern auftreten. Zum Ehrenkomitee zählten unter anderem Dominique Meyer, Aleksey Igudesman, Paul Gulda, Alma Deutscher und Mitglieder der Wiener Philharmoniker.
Die Galakonzerte fanden bis 2019 im Wiener Musikverein und im Wiener Konzerthaus statt.  2020 konnte das jährliche Vorspiel aufgrund der Corona-Pandemie nicht ausgerichtet werden, stattdessen fand im Radiokulturhaus ein Konzert der Gewinner der Vorjahre statt, begleitet vom ORF-Radio-Symphonieorchester Wien unter der Leitung von Rossen Gergov. Das Konzert wurde im Rahmen der Reihe Wir spielen für Österreich im ORF übertragen.
Die Goldene Note wurde 2021 erstmals als abendfüllende Klassik-Gala unter Mitwirkung des ORF-Radio-Symphonieorchesters im Hauptabendprogramm von ORF 2 ausgestrahlt. Es moderierten Thomas Gottschalk und Leona König. Jurymitglieder waren Elina Garanca, Andreas Schager und die Geigerin Ekaterina Frolova (Wiener Philharmoniker).
Bei der Neuauflage der Goldenen Note im Mai 2022 führte Alfons Haider gemeinsam mit Leona König durch den Abend. Für die Jury konnten die Solotänzerin der Wiener Staatsoper Rebecca Horner und die Geigerin Lidia Baich sowie Starbariton Clemens Unterreiner gewonnen werden.
Im Frühjahr 2025 wurden die Sieger der Goldenen Note vom Kulturministerium von Galicien zu einem Konzert in Santiago de Compostela eingeladen, das Leona König moderierte. Dieses Konzert wurde auch in regionalen und überregionalen Fernsehanstalten übernommen.